# Simon Möller
Simon Möller (* 2. Juli 2000 in Lübeck, Deutschland) ist ein schwedischer Handballspieler.

## Karriere

### Verein
Der 1,90 m große Torwart begann im Jahr 2007 mit dem Handball beim IK Sävehof. Dort debütierte er 2017 in der ersten Mannschaft in der Handbollsligan. 2019, 2021 und 2024 wurde er schwedischer Meister, 2022 gewann er den schwedischen Pokal. Nach der Saison 2022/23 wurde er als bester Torhüter in das All-Star-Team der Handbollsligan gewählt. Zur Saison 2024/25 schloss er sich dem französischen Erstligisten Fenix Toulouse Handball an.

### Nationalmannschaft
Mit der schwedischen Jugendnationalmannschaft wurde Möller bei der U-18-Europameisterschaft 2018 Europameister.
Obwohl er in der schwedischen A-Nationalmannschaft noch zu keinem Einsatz gekommen war, wurde er im Dezember 2023 in das 18-köpfige Aufgebot für die Europameisterschaft 2024 berufen. Beim Gewinn der Bronzemedaille bei der Europameisterschaft 2024 bestritt er zwei Partien.

## Privates
Sein Vater Peter Möller spielte als Handballprofi in der deutschen Bundesliga für den VfL Bad Schwartau und den HSV Hamburg. Sein jüngerer Bruder Felix (* 2002) ist Kreisläufer und Handballnationalspieler.